# Université du Nouveau-Brunswick
L’Université du Nouveau-Brunswick (anglais : University of New Brunswick) (UNB) est une université canadienne située dans la province du Nouveau-Brunswick. C'est la première université publique anglophone fondée en Amérique du Nord. L'université possède deux campus principaux, le premier fondé en 1785 à Fredericton et le second ouvert à Saint-Jean en 1964. 

## Anciens étudiants
- William Bliss Carman, poète, essayiste, journaliste
- Oswald Smith Crocket (1868-1920), homme politique
- Frank McKenna (1948-), homme politique, ancien premier ministre du Nouveau-Brunswick
- Anne Murray (1945-), chanteuse
- Penny Park, journaliste scientifique
- Walter Pidgeon (1897-1984), acteur
- William Pugsley (1850-1925), homme politique, ancien premier ministre du Nouveau-Brunswick
- Andy Scott (1955), homme politique
- Nancy Teed (1949-1993), femme politique
- Kwame Dawes (1962), poète, romancier, nouvelliste, dramaturge, anthologiste, universitaire

## Divers
- Les Archives provinciales du Nouveau-Brunswick sont implantées sur le campus de Fredericton.
- Earth Impact Database